# Antonia Ramírez
Antonia Ramírez es una sobreviviente indígena, cantautora y promotora hablante nativa de la lengua náhuat de El Salvador. Originaria y habitante de Santo Domingo de Guzmán, Sonsonate, en donde colaboró con la Casa de la Cultura de ese distrito. Como promotora del náhuat ha realizado diversas contribuciones a la revitalización del idioma náhuat en el país, el cual en 2007 fue clasificado por UNESCO como en peligro de extinción.

## Biografía
Su primera participación pública fue en la Embajada de México en El Salvador, en el año 2014  en esa ocasión realizó el lanzamiento de Ne nawat shuchikisa / El náhuat florece, una de sus piezas más reconocidas. Desde entonces ha participado en conversatorios, recitales y conciertos en la Universidad de El Salvador, Museo Nacional de Antropología de El Salvador, La Casa Tomada, Centro Cultural de España, Teatro Nacional de San Salvador, entre otros. En 2022 Ne nawat shuchikisa fue incluida en la producción de la obra Casamiento Indígena en Izalco, una producción del Ballet Folklórico Nacional, del Ministerio de Cultura de El Salvador.
En El Salvador el náhuat es la única lengua indígena viva y cuenta con un número limitado de hablantes (se estima que no sobrepasan las 200 personas).

## Publicaciones
Su obra ha sido publicada por el Centro Cultural de España en el cancionero coral Ne nawat shuchikisa (el náhuat florece), que recopila creaciones musicales del pueblo nahua de El Salvador.  También participó de la publicación Nechilwiat katka ka seujti (Me contaban que una vez), recopilación de 52 relatos de tradición oral indígena. En este libro el autor Josué Ramos recopila y transcribe las historias que los nahua hablantes Visitación y Felipe García, María López, Francisco e Isabel Ramírez, Fidelina Cortez y Antonia Ramírez comparten e identifican como parte de su patrimonio inmaterial.